# Пам'ятки архітектури Ізяславського району
В Ізяславському районі Хмельницької області згідно з даними управління культури, туризму і курортів Хмельницької облдержадміністрації перебуває 2 пам'ятки архітектури.
| № пп | Місцезнаходження  | Найменування                           | Рік спорудження |
| ---- | ----------------- | -------------------------------------- | --------------- |
| 1684 | с. Велика Радогощ | Миколаївська церква (дер.) та дзвіниця | XVIII ст.       |
| 1685 | с. Мала Радогощ   | Покровська церква та дзвіниця (дер.)   | 1800 р.         |
|      |                   |                                        |                 |